# 鄧秉恆
鄧秉恆（？年—？年），山東聊城人。清朝初年政治人物。

## 生平
順治六年己丑科中式進士。康熙二十四年，以僉事任廵海汀漳龍道。陞湖廣鄖襄道。